# ليونارد فرازير
ليونارد فرازير (بالإنجليزية: Leonard Fraser) هو قاتل متسلسل أسترالي، ولد في 27 يونيو 1951 في إنغهام في أستراليا، وتوفي في 2007 في بريزبان في أستراليا بسبب نوبة قلبية.